# Levanto

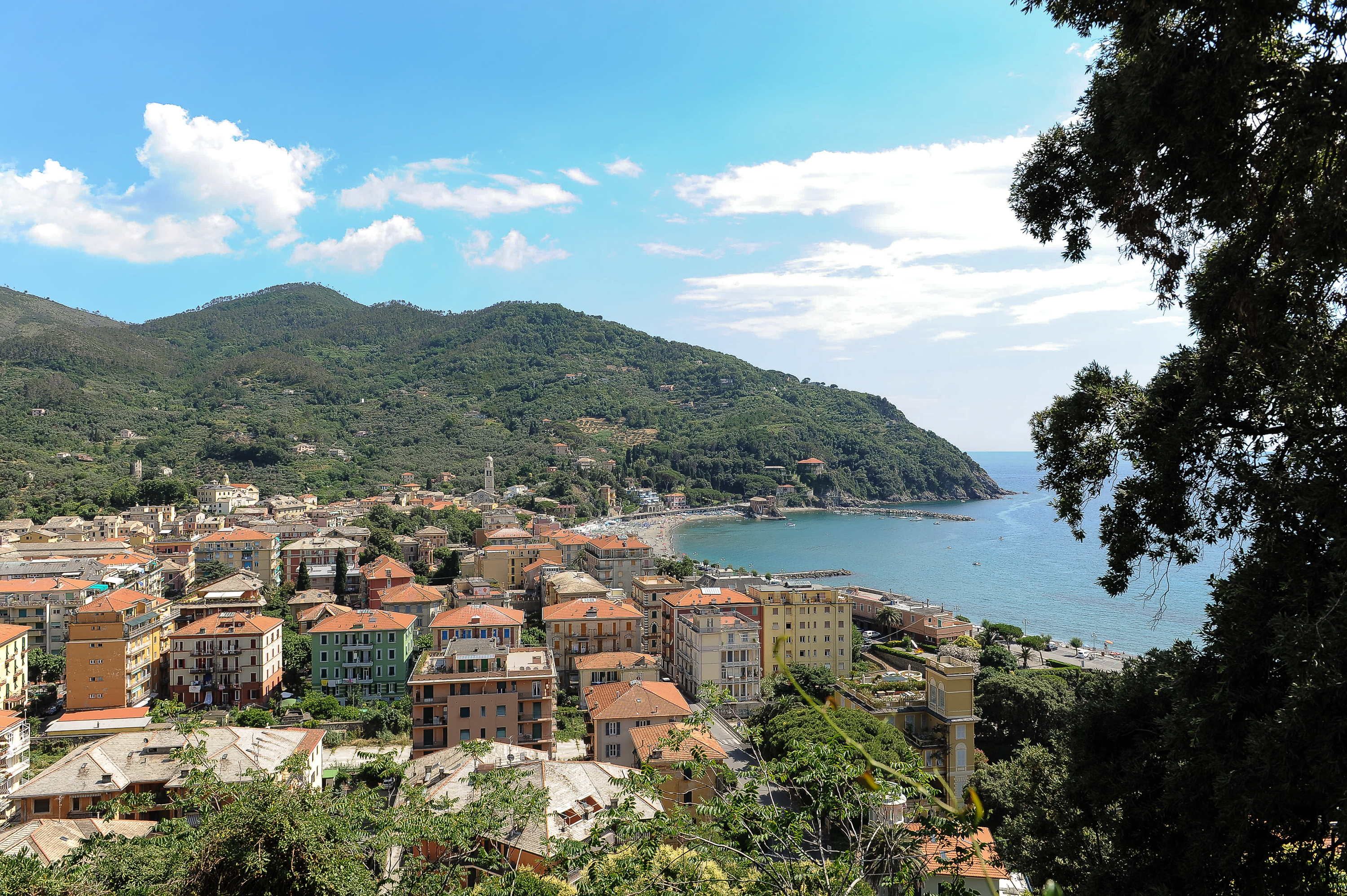
Bucht von Levanto

Levanto ist eine italienische Gemeinde mit 5100 Einwohnern (Stand 31. Dezember 2023) in der Provinz La Spezia in der Region Ligurien.

## Lage
Das aus einer antiken Siedlung hervorgegangene Levanto liegt eingebettet in einem kleinen Tal, dessen Hänge mit Olivenbäumen und Pinien bewachsen sind. Die Gemeinde liegt unmittelbar am Ligurischen Meer und verfügt über einen kurzen Strand. Die Bergrücken des Tals schließen direkt mit dem Küstenstreifen ab und bilden dort das Kap von Mesco und die Punta di Levanto.
Levanto war bis 2009 Teil der inzwischen aufgelösten Verwaltungsgemeinschaft Comunità Montana della Riviera Spezzina. Das Territorium der Gemeinde bildet einen Abschnitt des Nationalparks Cinque Terre.

## Sehenswürdigkeiten
- Die gotische Kirche Sant' Andrea (13. und 15. Jh.)
- Das Castello San Giorgio
- Die Loggia Comunale/Gerichtslaube (13. Jh.)
- Die Franziskanerkirche Santissima Annunziata (nach 1449, 1615)
- Wanderwege an der Küste nach Monterosso al Mare sowie durch ehemalige Eisenbahntunnel nach Bonassola

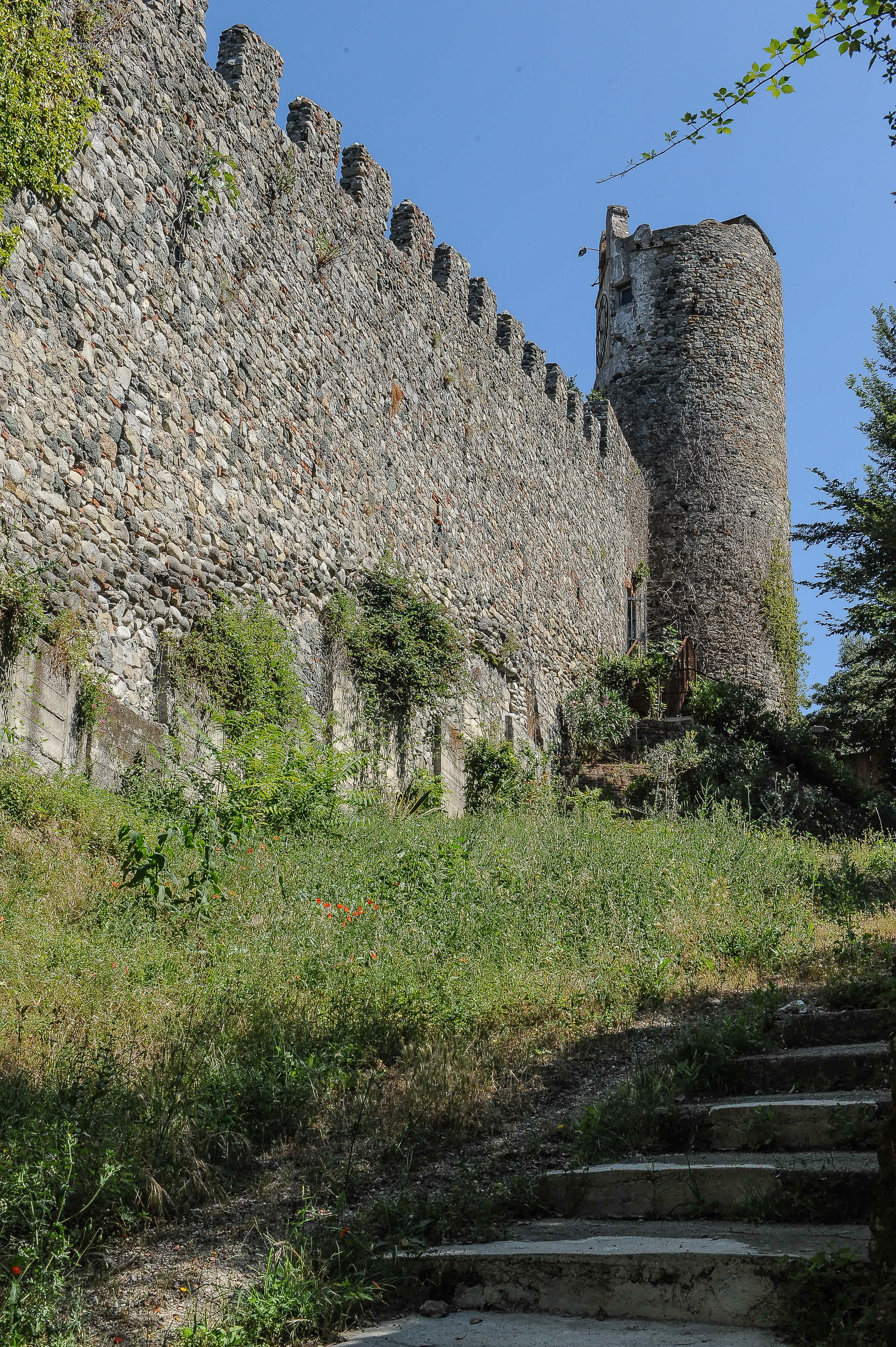
Torre dell'Orologio
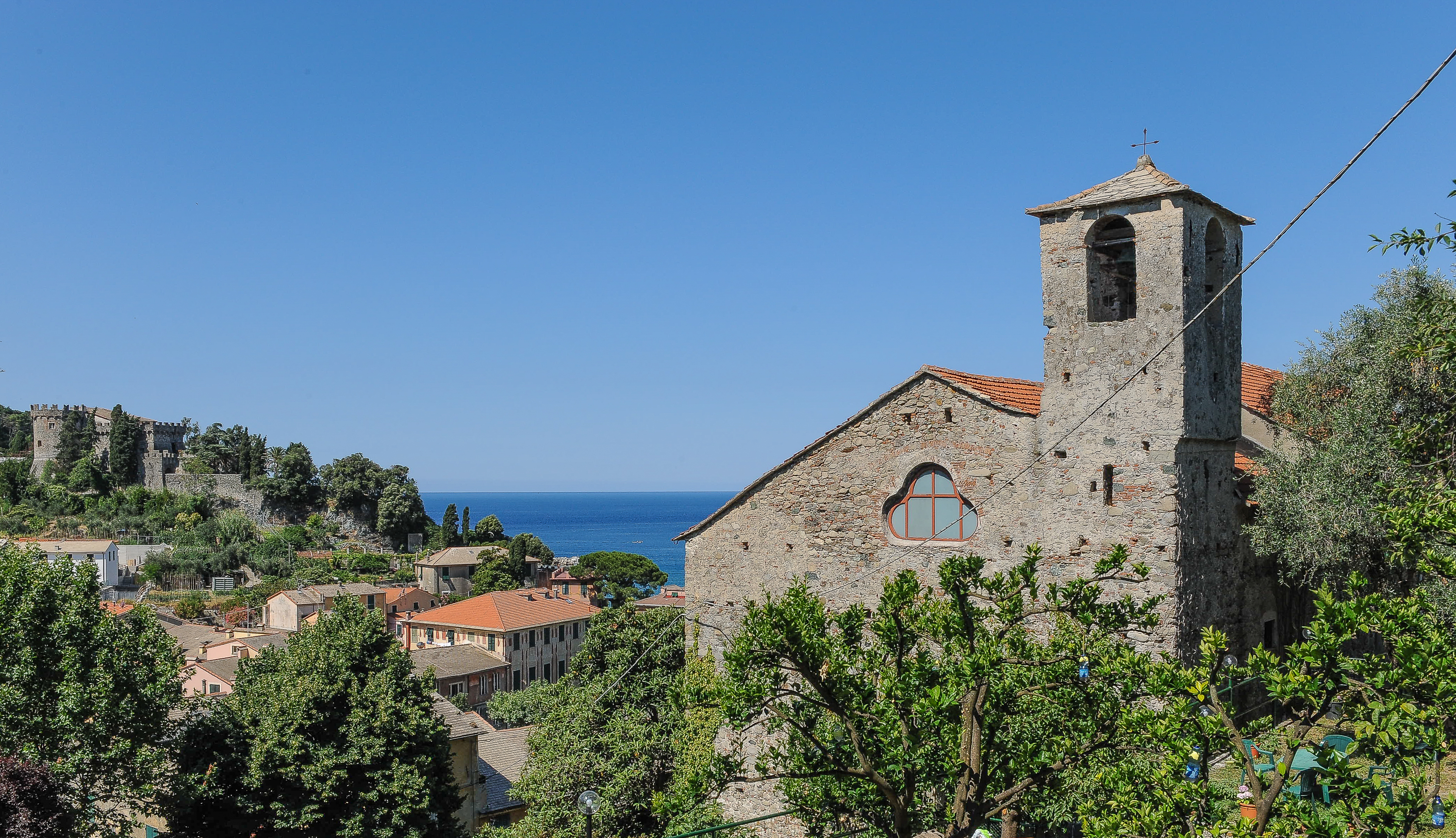
Oratorio San Giacomo
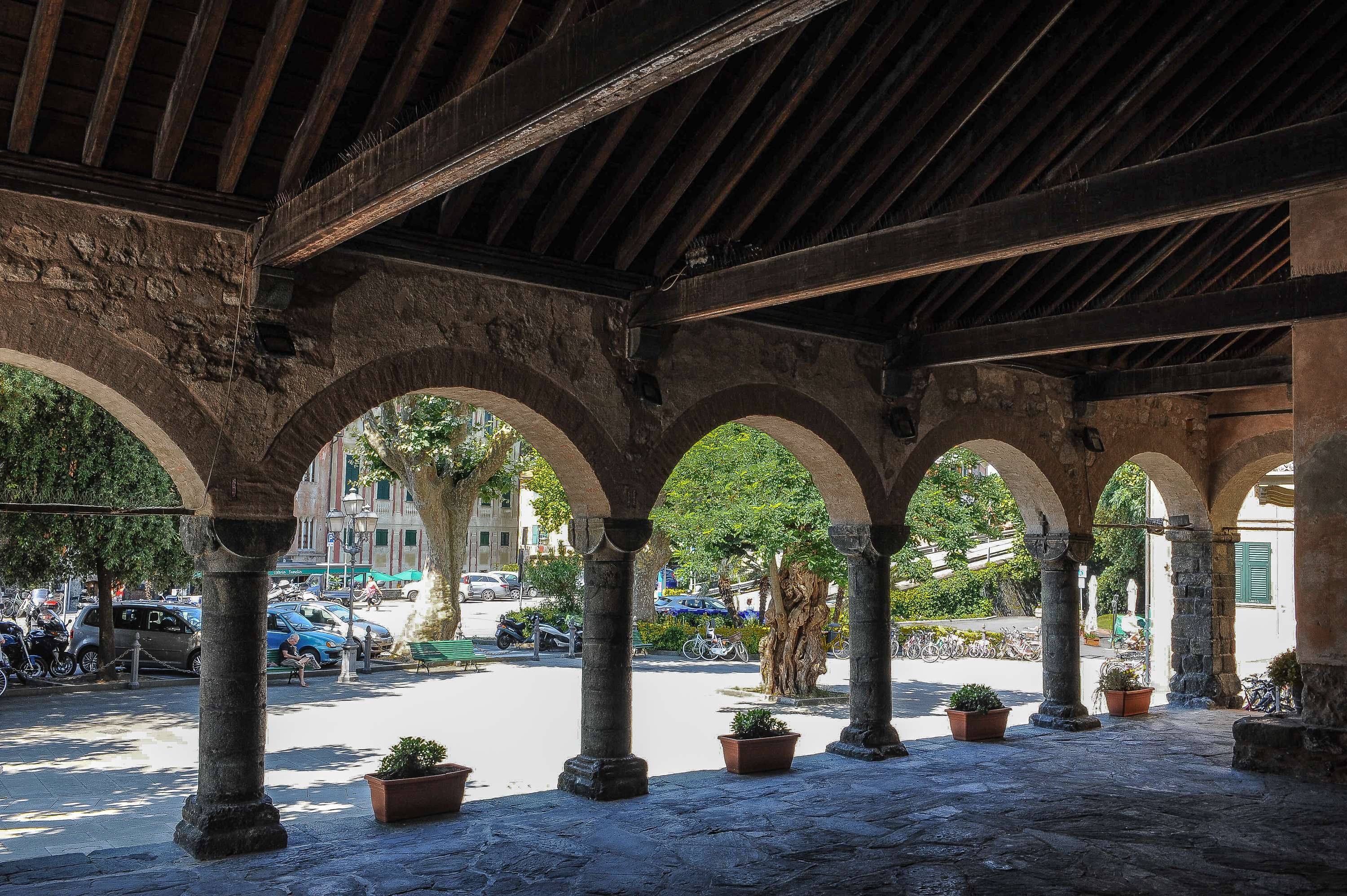
Loggia
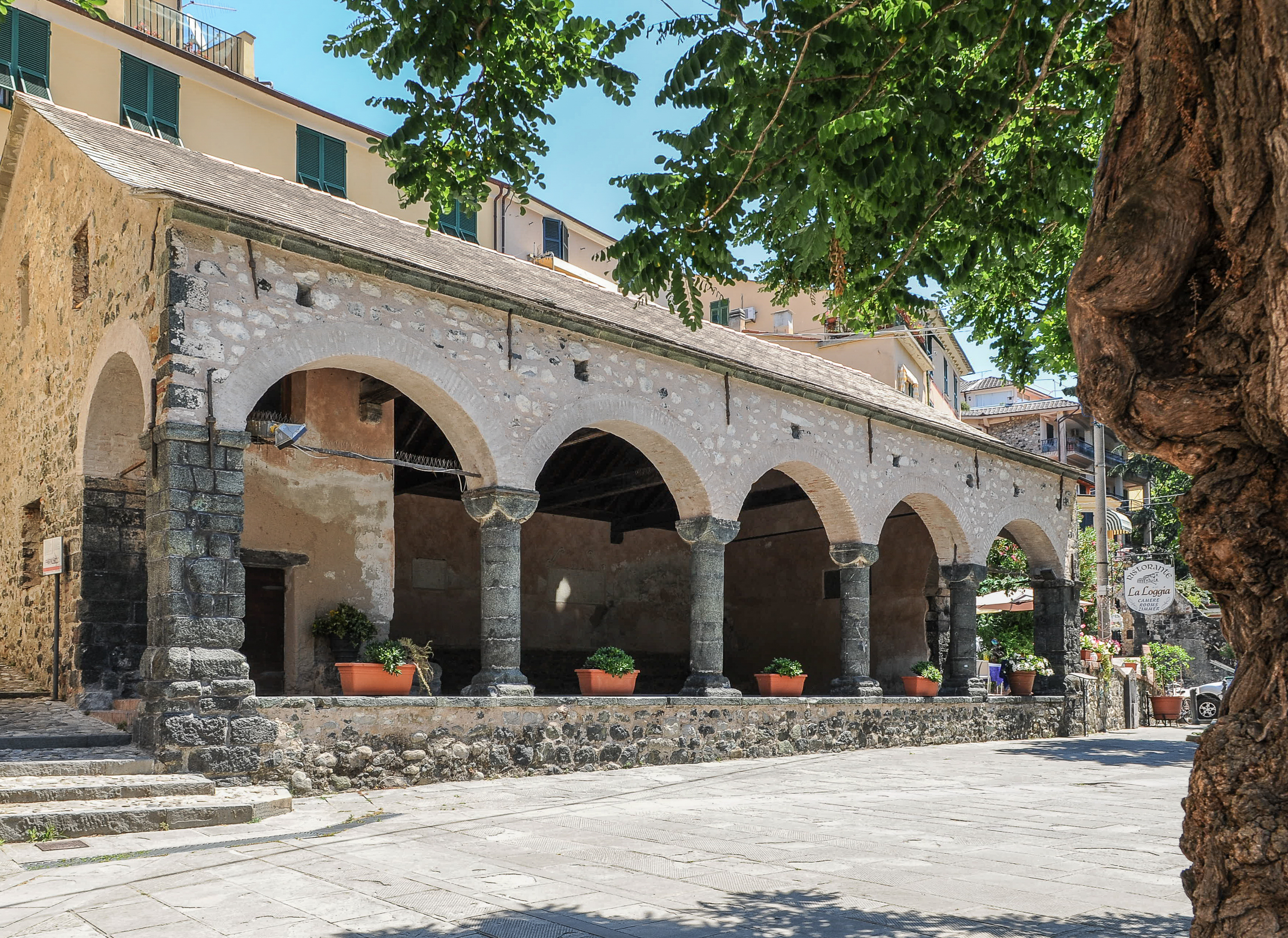
Loggia

## Verkehr
Levanto verfügt über eine Eisenbahnstation an der Bahnstrecke Pisa–Genua, die den Ort mit den Nachbardörfern und mit La Spezia und Sestri Levante verbindet.